# 弗蘭克島
弗蘭克島（英語：Flank Island）是南極洲的島嶼，屬於威廉群島的一部分，處於斯納格岩東北面4公里，由英國南極名稱諮詢委員會命名，現時由南極條約體系管理。